# Horst Fischer (Musiker)
Horst „Hackl“ Volkmar Fischer (* 8. Juni 1930 in Oberhermersdorf; † 21. März 1986 in Köln) war ein deutscher Trompeter.

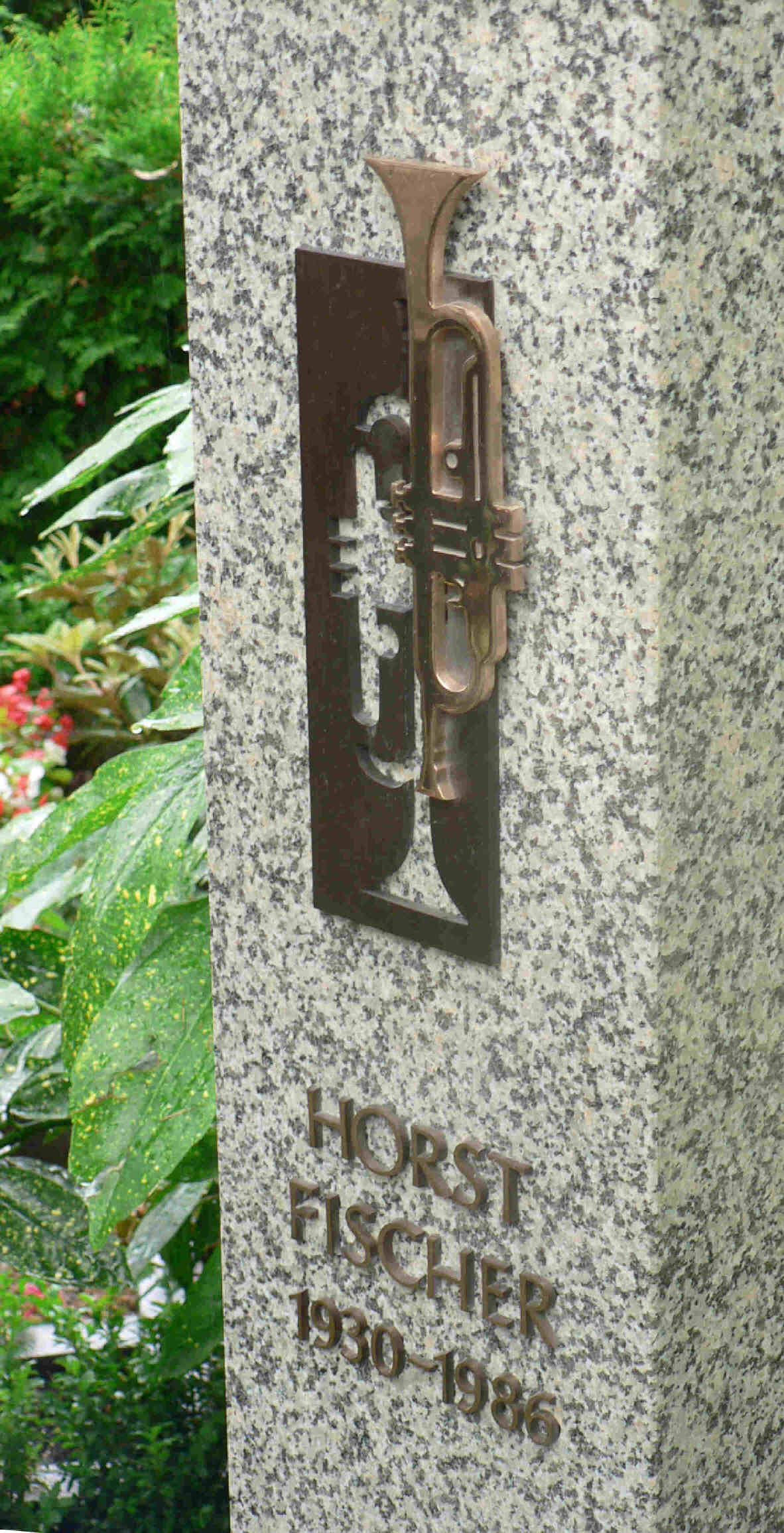
Grabstein in Adelsberg

## Leben
Mit 11 Jahren kam Horst Fischer zur Trompete und schrieb sich zwei Jahre später im Hauptfach Violine und den Nebenfächern Trompete und Klavier an der Heeresmusikschule in Frankfurt/Main ein. Vermutlich im Zusammenhang mit deren Zerstörung durch Bombenangriffe wechselte er nach nur kurzem Aufenthalt an die Heeresmusikschule Bückeburg, wo auch Roy Etzel und James Last ihre Ausbildung erhielten. In Bückeburg war er bis zum Kriegsende 1945, danach wechselte er an die Orchesterschule Zschopau. Am 3. Juni 1945 wurde dort neben anderen Instrumenten auch seine Trompete von sowjetischen Soldaten gestohlen. Anschließend besuchte er die Musikschule „Stadtpfeife“ in Burgstädt. Fischer verließ die Schule ohne Abschluss 1947 wegen eines Engagements beim Tanzorchester Ernst Knauth in Chemnitz und trat mit Gastspielen u. a. in Heidelberg in amerikanischen Clubs auf. Im Jahr 1948 wurde Fischer von Karl Walter für dessen Tanzkapelle entdeckt. Im Sommer 1949 warb ihn Kurt Henkels für das Rundfunk-Tanzorchester Leipzig ab. 1951 wurde Fischer von Erwin Lehn zum Südfunk nach Stuttgart verpflichtet. Fischer gab Gastspiele bei Kurt Edelhagen, Werner Müller, Willy Berking sowie dem Tanz- und Unterhaltungsorchester Radio Zürich und unternahm eine Konzertreise nach Japan. Sein „Markenzeichen“ war der Titel Ciribiribin mit einer Schlusskadenz bis zum f3.
„Hackl“ Fischer gehörte zu den besten deutschen Trompetern. Bemerkenswert sind seine Kadenzen bis as3 und es4 in Erwin Lehns „Western Blues“. Er spielte Trompeten mit Perinet-Ventil und insbesondere in seinen frühen Jahren Kornett in langer amerikanischer Bauform. Im Jahr 1959 erhielt Fischer die „Goldene Trompete“ für über 1 Million verkaufte Schallplatten. Bis 1977 lebte er in der Schweiz, später in Süddeutschland und zog 1981 nach Bergisch Gladbach-Paffrath. Später wohnte er in Langenfeld (Rheinland) und im Bergisch Gladbacher Stadtteil Refrath. Er starb 1986 von Alkohol gezeichnet, verarmt und von der Musikwelt vergessen in den benachbarten Krankenanstalten Köln-Merheim. Eine seiner Trompeten befindet sich seit dem Frühjahr 2004 im Trompetenmuseum Bad Säckingen. Sein Grab ist auf dem Friedhof im Chemnitzer Stadtteil Adelsberg und war bis Juli 2006 ohne Stein oder Gedenktafel nur schwer zu finden.

## Nachwirkungen
Im Mai 1995 fand in Chemnitz im Rahmen der Reihe „Chemnitzer Köpfe“ eine Hommage an Horst Fischer statt. Der Handzettel zur Veranstaltung war überschrieben mit: „Horst Fischer – ein tragisch ertrunkener Millionär“. Eine Interessengemeinschaft setzte sich im September 2005 das Ziel, für eine würdige Grabstätte zu sorgen und errichtete am 8. Juli 2006 einen Gedenkstein. Am 9. Juni 2007 fand ein Gedenkkonzert anlässlich des 77. Geburtstages von Horst Fischer unter dem Titel Swing'in Adelsberg – Horst Fischer und seine Zeit statt. Bei einem Konzert unter dem gleichen Titel am 7. Juni 2008 spielte neben der Big-Band Meerane (heute: SWS Bigband) Günter Gollasch. Am 6. Juni 2009 spielte die Big-Band der Robert-Schumann-Philharmonie Chemnitz unter der Leitung von Rolf von Nordenskjöld zur Erinnerung an Horst Fischer – unter anderem Ciribiribin in einem zeitgenössischen Arrangement.
Mittlerweile wurden zwei CDs mit Aufnahmen von Horst Fischer aus seiner Swing- und seiner unterhaltungsmusikalischen Zeit wieder aufgelegt.
Dem Antrag der Interessengemeinschaft Horst Fischer Chemnitz-Adelsberg zu einer Straßenbenennung nach Horst Fischer in einem neu erschlossenen Wohngebiet in Chemnitz-Adelsberg hat der Stadtrat von Chemnitz am 21. April 2010 stattgegeben. Die festliche Einweihung erfolgte am 21. September 2010.

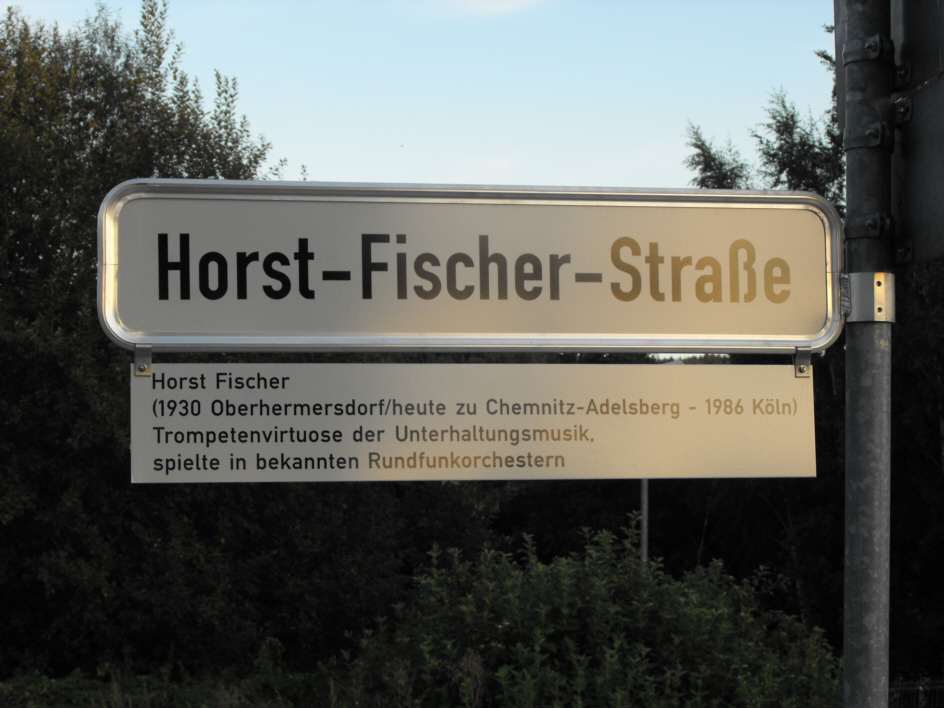
Straßenschild in Adelsberg